# Narząd Hallera

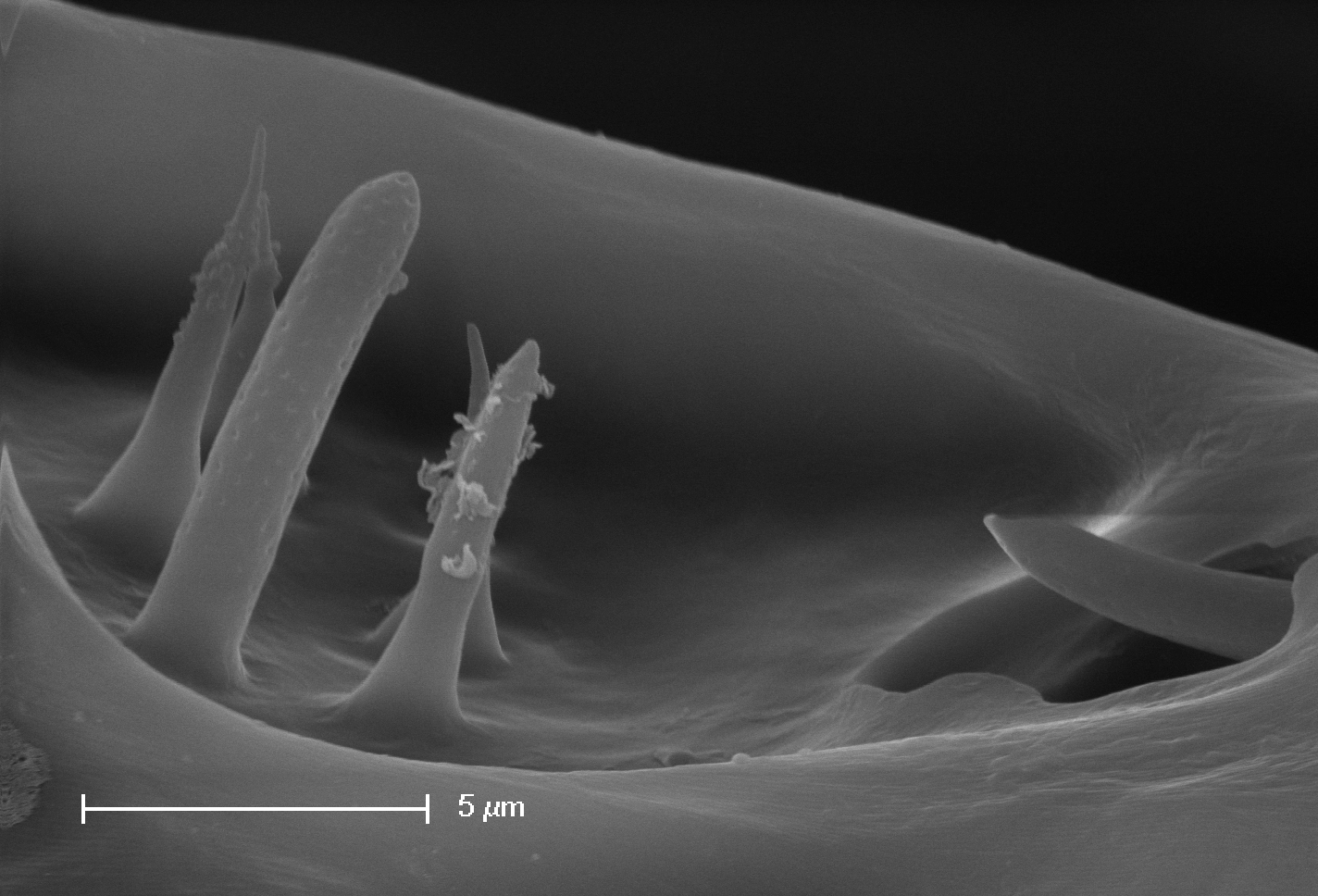
Fotografia SEM narządu Hallera u kleszcza pospolitego.

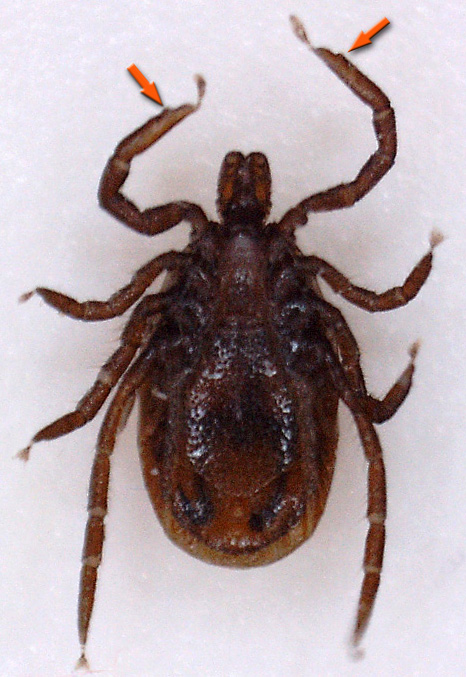
Umiejscowienie narządu na ciele kleszcza oznaczone strzałkami

Narząd Hallera, organ Hallera – narząd zmysłowy występujący na stopie pierwszego odnóża u roztoczy z rzędów kleszczy i Holothyrida (nadrząd dręczy).
Składa się z pęczka szczecin oraz dwóch zagłębień zamkniętych przezroczystą błoną.
Przede wszystkim jest swoistym narządem węchu (chemoreceptorem), ale wykrywa też bodźce mechaniczne (mechanoreceptor), a przypuszczalnie reaguje także na zmiany wilgotności (higroreceptor) i temperatury (termoreceptor).